# Castela (género)
Castela (género) é um género botânico pertencente à família Simaroubaceae.